# (2187) La Silla
(2187) La Silla (1976 UH) ist ein Asteroid des mittleren Hauptgürtels, der von der dänischen Astronomen Richard Martin West am 24. Oktober 1976 an der Europäischen Südsternwarte in Chile (IAU-Code 262) entdeckt wurde.

## Benennung
(2187) La Silla wurde nach dem Berg La Silla in der Atacama-Wüste in Chile benannt, auf dem sich das La-Silla-Observatorium befindet. Das La-Silla-Observatorium gehört zur Europäischen Südsternwarte, in der der Asteroid entdeckt wurde.